# (4826) Wilhelms
(4826) Wilhelms es un asteroide perteneciente al cinturón de asteroides, descubierto el 11 de mayo de 1988 por Carolyn Shoemaker desde el Observatorio del Monte Palomar, Estados Unidos.

## Designación y nombre
Designado provisionalmente como 1988 JO. Fue nombrado Wilhelms en honor a Don E. Wilhelm, dedicado al estudio de la Luna coordinó un programa de 20 años de duración con el  Servicio Geológico de Estados Unidos para mapear la geología de la Luna.

## Características orbitales
Wilhelms está situado a una distancia media del Sol de 2,378 ua, pudiendo alejarse hasta 2,837 ua y acercarse hasta 1,920 ua. Su excentricidad es 0,192 y la inclinación orbital 25,31 grados. Emplea 1340 días en completar una órbita alrededor del Sol.

## Características físicas
La magnitud absoluta de Wilhelms es 12,4. Tiene 7,926 km de diámetro y su albedo se estima en 0,338.